# Кельма (приток Кети)
Кельма (Кольджа) — река в России, протекает по Томской области, Красноярском крае. Устье реки находится в 788 км по правому берегу реки Кеть. Длина реки составляет 165 км, площадь водосборного бассейна 1390 км². Высота устья — 100,6 м над уровнем моря.

## Притоки
- 15 км: Болотный
- 37 км: Половинка
- Южный
- Граничный
- Болотная
- 112 км: Ефрат
- Ямный
- Кельмушка

## Данные водного реестра
По данным государственного водного реестра России относится к Верхнеобскому бассейновому округу, водохозяйственный участок реки — Кеть, речной подбассейн реки — бассейн притоков (Верхней) Оби от Чулыма до Кети. Речной бассейн реки — (Верхняя) Обь до впадения Иртыша.